# Microcharon agripensis
Microcharon agripensis är en kräftdjursart som beskrevs av Galassi, De Laurentiis och Giuseppe L. Pesce 1995. Microcharon agripensis ingår i släktet Microcharon och familjen Microparasellidae. Inga underarter finns listade i Catalogue of Life.